# Tử Châu
Tử Châu (chữ Hán phồn thể: 子洲縣, chữ Hán giản thể: 子洲县, âm Hán Việt: Tử Châu huyện) là một huyện thuộc địa cấp thị Du Lâm, tỉnh Thiểm Tây, Cộng hòa Nhân dân Trung Hoa. Huyện này có diện tích 2043 ki-lô-mét vuông, dân số năm 2002 là 310.000 người. Về mặt hành chính, huyện Tử Châu được chia thành 10 trấn, 8 hương.
- Trấn: Song Hồ Dục, Hà Gia Tập, Lão Quân Điện, Bùi Gia Loan, Miêu Gia Bình, Tam Xuyên Khẩu, Mã Đề Câu, Thị, Châu Gia Kiểm, Chuyên Miếu.
- Hương: Hoài Ninh Loan, Nhĩ Hạng, Qua Viên Tắc Loan, Lý Hiếu Hà, Thủy Địa Loan, Xá, Hòe Thụ Xá, Cao Gia Bình.